# Ana Corradi
Ana María Corradi de Beltrán (La Banda, 25 de abril de 1962) es contadora pública y política argentina. Obtuvo un escaño en la Cámara de Diputados de la Provincia de Santiago del Estero y en el Senado de la Nación, en representación de la provincia de Santiago del Estero en el bloque mayoritario del Frente para la Victoria. En 2014, fue designada Embajadora Extraordinaria y Plenipotenciaria de la República Argentina en la República del Paraguay por la entonces presidenta Cristina Fernández de Kirchner. En 2018, fue elegida concejal de su ciudad natal, La Banda, por el Frente Ciudadano (referente local de Unidad Ciudadana).

## Biografía
En 1982, Corradi se recibió de profesora en el Profesorado Provincial Nº 1
y trabajó en la Escuela Primaria de Los Pinos (La Banda), entre 1983 y 1995. En 1991 se graduó como contadora pública nacional en la Universidad Católica de Santiago del Estero. A partir de 1992 fue Directora de Comercio de la Municipalidad de La Banda. Entre 1994 y 1995 fue Directora de Ingresos de la antes referida Municipalidad. Desde 1995 hasta 2003 se desempeñó como concejal de La Banda. En 2004 y 2005 regresó a la administración municipal, en calidad de Secretaria de Gobierno del municipio.
El 23 de marzo de 2005, Corradi asumió como diputada provincial de Santiago del Estero, cargo que ocupó hasta febrero de 2007. Más tarde ese mismo año, fue elegida senadora nacional, conformando la bancada del Frente para la Victoria, principalmente junto a políticos y políticas del Partido Justicialista.
En la Cámara Alta, Ana Corradi se desempeñó como presidenta de la Comisión de Trabajo y Previsión Social, y fue la vocera del Poder Ejecutivo Nacional y, sobre todo, del ministro de Trabajo, Carlos Tomada, con quien la une una estrecha amistad.
En 2013 fue designada Coordinadora Regional de Empleo del NOA, área dependiente del Ministerio de Trabajo de la Nación.
En octubre de 2014, el Gobierno nacional formalizó la designación de Ana Corradi como Embajadora Extraordinaria y Plenipotenciaria de la República Argentina en la República del Paraguay. El cargo se encontraba vacante desde el 23 de junio de 2012, al día siguiente de la destitución del entonces presidente Fernando Lugo, en protesta a lo cual la presidenta argentina Cristina Fernández Kirchner retiró a su Embajador -Rafael Romá- de Asunción.